# Vitesse individuelle féminine aux Jeux olympiques d'été de 2004
Navigation
Sydney 2000 Pékin 2008
La vitesse individuelle féminine est l'une des douze compétitions de cyclisme sur piste aux Jeux olympiques de 2004. Elle consistait en une série de duels dans lesquels chaque cycliste faisait trois tours de pistes. Seuls les 200 derniers mètres des 750 mètres parcourus était comptés pour le temps officiel.
Ces épreuves se sont disputées du 22 au 24 août.

## Records
Avant cette compétition, les records dans cette discipline étaient les suivants :
| Record du monde  | 10 s 831 | Olga Slyusareva | Russie    | 25 avril 1993   | Moscou  |
| Record olympique | 11 s 212 | Michelle Ferris | Australie | 24 juillet 1996 | Atlanta |

## Médaillées
| Or               | Argent           | Bronze      |
| Lori-Ann Muenzer | Tamilla Abassova | Anna Meares |

## Résultats

### Qualifications (22 août)
Chaque cycliste a couru seule ce tour de qualifications. Les temps ont été utilisés pour déterminer les duels des huitièmes de finale.
| Rang | Coureuse              | Pays            | Temps    | Vitesse moyenne [km/h] |
| ---- | --------------------- | --------------- | -------- | ---------------------- |
| 1    | Anna Meares           | Australie       | 11 s 291 | 63,767                 |
| 2    | Natallia Tsylinskaya  | Biélorussie     | 11 s 364 | 63,357                 |
| 3    | Tamilla Abassova      | Russie          | 11 s 364 | 63,357                 |
| 4    | Lori-Ann Muenzer      | Canada          | 11 s 380 | 63,268                 |
| 5    | Yvonne Hijgenaar      | Pays-Bas        | 11 s 400 | 63,157                 |
| 6    | Simona Krupeckaitė    | Lituanie        | 11 s 430 | 62,992                 |
| 7    | Svetlana Grankovskaya | Russie          | 11 s 456 | 62,849                 |
| 8    | Daniela Larreal       | Venezuela       | 11 s 597 | 62,085                 |
| 9    | Jennie Reed           | États-Unis      | 11 s 622 | 61,951                 |
| 10   | Victoria Pendleton    | Grande-Bretagne | 11 s 646 | 61,823                 |
| 11   | Katrin Meinke         | Allemagne       | 11 s 655 | 61,776                 |
| 12   | Evgenia Radanova      | Bulgarie        | 12 s 457 | 57,798                 |

### Huitièmes de finale (22 août)
Les douze coureuses ont couru dans six manches. Chaque gagnante était qualifiée directement pour les quarts de finale alors que les perdantes avaient une seconde chance dans les repêchages.
| Série | Rang | Coureuse              | Pays            | Temps      |
| ----- | ---- | --------------------- | --------------- | ---------- |
| 1     | 1    | Anna Meares           | Australie       | 11 s 927 Q |
| 1     | 2    | Evgenia Radanova      | Bulgarie        |            |
| 2     | 1    | Natallia Tsylinskaya  | Biélorussie     | 11 s 846 Q |
| 2     | 2    | Katrin Meinke         | Allemagne       |            |
| 3     | 1    | Tamilla Abassova      | Russie          | 11 s 714 Q |
| 3     | 2    | Victoria Pendleton    | Grande-Bretagne |            |
| 4     | 1    | Lori-Ann Muenzer      | Canada          | 11 s 881 Q |
| 4     | 2    | Jennie Reed           | États-Unis      |            |
| 5     | 1    | Daniela Larreal       | Venezuela       | 11 s 849 Q |
| 5     | 2    | Yvonne Hijgenaar      | Pays-Bas        |            |
| 6     | 1    | Simona Krupeckaitė    | Lituanie        | 11 s 872 Q |
| 6     | 2    | Svetlana Grankovskaya | Russie          |            |

### Huitièmes de finale - Repêchages (22 août)
Les repêchages consistaient en deux séries de trois coureuses, soit les six éliminées des huitièmes de finale. Les deux gagnantes de ces séries accédaient aux quarts de finale alors que les perdantes concouraient pour les places 9 à 12.
| Série | Rang | Coureuse              | Pays            | Temps      |
| ----- | ---- | --------------------- | --------------- | ---------- |
| 1     | 1    | Svetlana Grankovskaya | Russie          | 12 s 015 Q |
| 1     | 2    | Jennie Reed           | États-Unis      |            |
| 1     | 3    | Evgenia Radanova      | Bulgarie        |            |
| 2     | 1    | Katrin Meinke         | Allemagne       | 12 s 132 Q |
| 2     | 2    | Yvonne Hijgenaar      | Pays-Bas        |            |
| 2     | 3    | Victoria Pendleton    | Grande-Bretagne |            |

### Classements 9-12
Pour déterminer le classement de la neuvième à la douzième place, les quatre éliminées des repêchages ont disputé une course, la gagnante prenant la neuvième place de l'épreuve et ainsi de suite.
| Rang | Coureuse           | Pays            | Temps    |
| ---- | ------------------ | --------------- | -------- |
| 1    | Victoria Pendleton | Grande-Bretagne | 12 s 699 |
| 2    | Jennie Reed        | États-Unis      |          |
| 3    | Yvonne Hijgenaar   | Pays-Bas        |          |
| 4    | Evgenia Radanova   | Bulgarie        |          |

### Quarts de finale (23 août)
Pendant ces quatre quarts de finale, les coureuses se sont affrontées dans des duels au meilleur des trois manches, les quatre gagnantes se sont qualifiées pour les demi-finales alors que les éliminées se sont départagées pour les places 5 à huit.
| Série | Rang | Coureuse              | Pays        | Temps par manche | Temps par manche | Temps par manche |
| ----- | ---- | --------------------- | ----------- | ---------------- | ---------------- | ---------------- |
| 1     | 1    | Anna Meares           | Australie   | 11 s 916         | 12 s 048         |                  |
| 1     | 2    | Katrin Meinke         | Allemagne   |                  |                  |                  |
| 2     | 1    | Svetlana Grankovskaya | Russie      | 11 s 945         | 12 s 085         |                  |
| 2     | 2    | Natallia Tsylinskaya  | Biélorussie |                  |                  |                  |
| 3     | 1    | Tamilla Abassova      | Russie      | 11 s 993         |                  | 11 s 914         |
| 3     | 2    | Simona Krupeckaitė    | Lituanie    |                  | 12 s 632         |                  |
| 4     | 1    | Lori-Ann Muenzer      | Canada      | 12 s 064         | 11 s 888         |                  |
| 4     | 2    | Daniela Larreal       | Venezuela   |                  |                  |                  |

### Classements 5-8 (24 août)
Les quatre éliminées des quarts de finale ont disputé une course, la gagnante prenant la cinquième place de l'épreuve et ainsi de suite.
| Rang | Coureuse             | Pays        | Temps        |
| ---- | -------------------- | ----------- | ------------ |
| 1    | Natallia Tsylinskaya | Biélorussie | 11 s 364     |
| 2    | Katrin Meinke        | Allemagne   |              |
|      | Simona Krupeckaitė   | Lituanie    | abandon      |
|      | Daniela Larreal      | Venezuela   | disqualifiée |

### Demi-finale (24 août)
Les coureuses se sont affrontées dans des duels au meilleur des trois manches, les deux gagnantes se sont qualifiées pour la finale.
| Série | Rang | Coureuse              | Pays      | Temps par manche | Temps par manche | Temps par manche |
| ----- | ---- | --------------------- | --------- | ---------------- | ---------------- | ---------------- |
| 1     | 1    | Lori-Ann Muenzer      | Canada    |                  | 12 s 101         | 12 s 185         |
| 1     | 2    | Anna Meares           | Australie | 11 s 802         |                  |                  |
| 2     | 1    | Tamilla Abassova      | Russie    |                  | 11 s 965         | 11 s 894         |
| 2     | 2    | Svetlana Grankovskaya | Russie    | 11 s 893         |                  |                  |

### Classement 3-4 (24 août)
Les coureuses se sont affrontées pour la médaille de bronze au meilleur des trois manches.
| Série | Rang | Coureuse              | Pays      | Temps par manche | Temps par manche | Temps par manche |
| ----- | ---- | --------------------- | --------- | ---------------- | ---------------- | ---------------- |
| 1     | 1    | Anna Meares           | Australie | 12 s 042         | 11 s 822         |                  |
| 1     | 2    | Svetlana Grankovskaya | Russie    |                  |                  |                  |

### Finale (24 août)
La finale s'est disputée au meilleur des trois manches.
| Série | Rang | Coureuse         | Pays   | Temps par manche | Temps par manche | Temps par manche |
| ----- | ---- | ---------------- | ------ | ---------------- | ---------------- | ---------------- |
| 1     | 1    | Lori-Ann Muenzer | Canada | 12 s 126         | 12 s 140         |                  |
| 1     | 2    | Tamilla Abassova | Russie |                  |                  |                  |

### Classement final
La huitième place n'est pas officiellement attribuée, à la suite du déclassement de Daniel Larreal, lors de la course de classement, pour les places de 5 à 8.
| Rang | Coureuse              | Pays            |
| ---- | --------------------- | --------------- |
| 1    | Lori-Ann Muenzer      | Canada          |
| 2    | Tamilla Abassova      | Russie          |
| 3    | Anna Meares           | Australie       |
| 4    | Svetlana Grankovskaya | Russie          |
| 5    | Natallia Tsylinskaya  | Biélorussie     |
| 6    | Katrin Meinke         | Allemagne       |
| 7    | Simona Krupeckaitė    | Lituanie        |
| 8    | Daniela Larreal       | Venezuela       |
| 9    | Victoria Pendleton    | Grande-Bretagne |
| 10   | Jennie Reed           | États-Unis      |
| 11   | Yvonne Hijgenaar      | Pays-Bas        |
| 12   | Evgenia Radanova      | Bulgarie        |

## Sources
- (en) Cet article est partiellement ou en totalité issu de l’article de Wikipédia en anglais intitulé « Cycling at the 2004 Summer Olympics – Women's sprint » (voir la liste des auteurs).